# 桐生陣屋
桐生陣屋（きりゅうじんや）は、江戸幕府が天領である桐生を管理するために設置した陣屋である。
現在の群馬県桐生市西久方町に置かれた。

## 概要
桐生は天正18年（1590年）に徳川氏の領地となり、徳川氏の代官であった大久保長安の命を受け、桐生領に派遣された手代の大野八右衛門によって築かれた。大野八右衛門は桐生領の拠点として桐生新町を造営し、新町に隣接した丘陵地に陣屋を設置した。
幕府直轄領であった桐生新町は、後に上野館林藩・徳川綱吉領、旗本・神尾元清領、幕府直轄領、旗本・神尾元籌領、出羽松山藩・酒井忠休領と変遷した。以後、大政奉還まで出羽松山藩の上州分領であった。
現在、陣屋の跡地は寂光院の境内となっている。